# Estructura de la comunicación
La estructura de la comunicación es un concepto polisémico, dado que abarca el análisis de los elementos tanto principales, como subordinados, de la comunicación, así como también sus funciones.
Los vida que afectan a la concreción del término son de diversa índole: la política (en ella intervienen el régimen de gobierno de un país, su Constitución y su legislación, entre otras), el modelo de mercado y la tecnología, cada vez más importante para la comunicación humana

## Historia
Los factores antes citados, claves para entender la actual Estructura de la Comunicación, han ido variando a lo largo de los años, ya que los cambios sociales han incidido en la variabilidad de la importancia de éstos para el conjunto de la estructura comunicativa.

### Prensa escrita
Los periódicos se leían en grupo y se intercambiaban. Su uso y consumo era corriente aunque tenían poca lectura individual. Se vendían en los quioscos, definidos por lo tanto como lugares culturales. Los periódicos forman parte del mercado relacionado con el capitalismo, por lo que se intenta conseguir la menor pluralidad de información; las agencias de noticias son el ejemplo más obvio del oligopolio. Pasa a convertirse en un negocio industrial, se rige por la oferta y la demanda, y nace el sensacionalismo. 
Cabe destacar que con la IGM y la aparición de la propaganda comienza así el final del prestigio de la prensa escrita, dejando de ser la alternativa al poder y pasando a formar parte de este; en la IIGM la propaganda pasa a ser mucho mayor (utilizada mayormente por el fascismo).
Hay una pérdida de credibilidad de la prensa escrita a finales de los años 60 y por tanto pérdida de lectores y una enorme precariedad para los trabajadores que tienen menos oportunidad de desarrollar el trabajo de investigación o hacer reportajes de análisis. 
Los periódicos son comprados y vendidos entre grandes conglomerados. Esto es letal para el funcionamiento y la independencia de los medios, cada vez más limitados por factores internos; recortes, presiones del grupo o holdings… factores externos; sometimiento a las empresas que pagan la publicidad o a los diferentes gobiernos…
Se habla de una crisis del sector de la industria editorial a finales de los años 80, motivada por la lectura a través de la pantalla. Entran en juego la edición en línea, libros digitales y la distribución vía internet.

### Radio
Rápida expansión en los 1940s. Años dorados de la radio para decaer con la aparición de la TV y su consolidación en los 60. La TV sustituye a la radio y al cine en el ámbito privado. La radio toca fondo en los años 80, donde su estructura comunicativa no se recuperará. 

### Televisión
La BBC es la primera en emitir programación regular a parir de noviembre del 36. Ya se había consolidado como al principal cadena de radio de Inglaterra. Las grandes empresas que se dedican a eso, van a transportar una estructura muy parecida a la tele. Aunque la Segunda Guerra Mundial fue un stop en su expansión. En el 47 se empieza a expandir la televisión a gran escala, especialmente en EE. UU., y es el 48 cuando empiezan a tener las cadenas para repartirse la parrilla. Las tres licencias son concedidas a los tres grandes grupos de radio: NBC, CBS Y ABC.
A partir de finales de los años 40 el ascenso de la televisión es imparable. Se empieza a valorar este medio de comunicación, en el cual no solo llega el sonido, sino también las imágenes. 
Después de la 2GM, la BBC sobre el 46 retoma su retransmisión. Son los encargados de retrasmitir la coronación de la reina.  A mediados de los años 50 decide romper el monopolio de la BBC. Sale la ITV (es una compañía de televisión, fundada el 22 de septembre del 1955 con sede en Londres. Opera diversas redes comerciales de televisión en Reino Unido, estableciéndose en 1955 como competencia de la BBC), una estructura de los medios de comunicación que se crea en el 55 y continúa hasta la actualidad. En 1980 aparece la tercera gran cadena entidad de ITV.
En EE. UU., las tres grandes cadenas van poco a poco se van integrando en grupos multimedia, es decir, de cadenas de radio pasan a acoger también la televisión (VIACOM, abc –pertenece a Disney-). En la estructura de la comunicación observamos la cantidad de macroempresas multimedia que dan todo tipo de servicios de la comunicación y muchas veces relacionados con el ocio. 
Durante los 60 y 70: lucha continúa de audiencia entre las tres grandes.
En 1967 nace la PBS. Pero lo que hace desaparecer el oligopolio de estas tres cadenas es la televisión por cable, que se empieza a popularizar en EE. UU., que trata de una subscripción a ciertos canales que hay en televisiones de pago (mediados de los 70). Y en Europa empieza a mediados de los 80. En los años 80 aparecerá un nuevo canal en abierto: FOX, una estructura empresarial de pocos holdings y muy concentrados.

### Cine
Capta el pensamiento popular, es un medio de masa y es considerado arte. Espectáculo social que empezó con las sombras chinescas y utiliza los descubrimientos relacionados con el descubrimiento de la fotografía y la persistencia retiniana (teoría anterior que demuestra la idea de que las imágenes se quedan en la retina durante un fragmento corto de tiempo pero se produce la ilusión del movimiento), clave en la consolidación del cine analógico.
Se suma el cinematógrafo de los hermanos Lumière, importante el desarrollo de las cámaras y la película flexible. Ciertas problemáticas sobre quién inventó el cine. Se considera que el cine tal y como lo entendemos hoy, espectáculo colectivo, está más relacionado con la idea de los hermanos Lumière, que buscan la proyección ante un público amplio en una sala oscura. Al contrario la recepción del cine de Edison era individual. 
En 1906 el cine ya está consolidado como un medio independiente, un espectáculo propio que cuenta con distintas salas, empresas productoras y distribuidoras. Edison trata de controlar el mercado mediante la MPPC con cobros de impuestos, patentes… Consolidando un monopolio que provoca que las productoras independientes se vayan al Oeste, Hollywood. 
Se consolidan las Cinco Grandes junto con las Tres Pequeñas. (Fox, Paramount, MGM, Warner Bros y RKO. Columbia, Unites Artists y Universal).  Controlan todo el proceso, sistema global de la producción de la película y se emplea al equipo por un sueldo. 
Problema en relación con el monopolio, que empieza a ser desafiada. En 1917 la MPPC es disuelta y las grandes productoras empiezan a producir el 80% de la producción de cine mundial y a exportar un tipo de cine que tiene que ver con un lenguaje determinado de hacer cine que se conoce como el cine narrativo de Hollywood, una manera de entender el cine a nivel lenguaje, el montaje no ha de notarse, el elemento de realidad es fundamental. 
Sonido (década de los años 20). Introducción del sonido con dos sistemas; sound-on-disc, la película y el audio van aparte y se sincronizan durante la proyección y sound-on-flim: En la propia película se incluye una banda óptica de audio al lado de la banda fílmica y al exponerse la película se reproduce al mismo tiempo que la música y el problema de la sincronización desaparece. 
Decadencia de Hollywood entre el 45 y el 60. Se desarrolla por un lado el cine independiente y por otro el cine europeo, que también se conoce como cine de autor, asociación entre dirección y autor. Se desmantelan los monopolios, que se convierten en poderosos truts pero el tribunal Supremo impone unas leyes ante el monopolio ya que va en contra del neoliberalismo, genera demandas contra las productoras obligándolas a dividir su producción; no pueden controlar todo el proceso, dejan de tener salas de cine… Esto da auge a la televisión que estará muy presente en la determinación e los medios de comunicación durante el siglo XX. 
Esto da lugar a la caída de las Mayors, estructuras más sensibles y desarrollo de los blockbuster. 
La aparición de las tecnologías cambia de manera radical la forma de hacer cine, se van aplicando progresivamente. Toy Story, 1995 como primera película digital. Se utiliza para cambiar también las cámaras, que cada vez tienen un mayor proceso de postproducción informática; el transporte y la producción y la integración de internet a la hora de distribuir estos productos y comercializarlos para desarrollar el marketing. El cine digital ha hecho desaparecer el cine analógico para hacer desaparecer las películas físicas y cuenta con multitud de formatos de reproducción y reedición. Ofrece mejoras en el almacenamiento. 
No obstante, los formatos digitales son mucho menos estables y el soporte que los guarda, no existe una estandarización de estos soportes pensados a la larga.
Cambios económicos
Los más destacados son: globalización, deslocalización y concentración empresarial.
- Globalización: aunque se trata de un término con múltiples definiciones, este fenómeno implica un aumento de los intercambios en el mundo. Es una  consecuencia cultural del neoliberalismo, definido como un proceso económico, de expansión y crecimiento de las empresas que buscan maximizar sus beneficios. (Los países del hemisferio norte poco a poco incluyen países del este y del sur). Esto lleva a la mudialización de la economía capitalista de libre mercado, liderado por grandes corporaciones privadas que actúan por encima de los poderes públicos.  Supone una red de intercambio internacional y estandarizado. Desmantelamiento de los estados-nación, terminología del siglo XIX. Múltiples globalizaciones con un valor común, un proceso de individualización. Es un proceso paradójico, ¿implica la interconexión un mayor nivel de aislamiento? Esta es la lógica del capitalismo; una economía regionalizada, segmentada, competitiva y asimétrica. Es un proceso parcial, desigual y deslinial pero no irreversible.

- Deslocalización: se da cuando una determinada actividad económica desaparece de una zona, al desplazarse a otra. Las industrias, y también las empresas de comunicación  han sufrido este fenómeno.

- Concentración empresarial: se trata de la fusión de diferentes empresas con objetivos e intereses similares, primando especialmente el interés económico. En cuanto a comunicación, se refiere a la aparición de grandes grupos y conglomerados de medios de comunicación que amplían su control sobre los diferentes medios y pasan a ser multimedia. La aparición del neoliberalismo supone un cambio a nivel global ya que marca la decadencia del fordismo  y las políticas Kaynesianas, dando lugar al crecimiento vertical (integración de empresas de un mismo sector pero donde se reparten los procesos comerciales), a la expansión horizontal (una misma empresa se especializa en muchos sectores) y a la diversificación multimedia mediante el uso de sinergias; grupo que controla la industria de distintos medios que van correlacionados. En los 90 se da el salto total hacia la concentración basada en el crecimiento externo, es decir, una rápida concentración del poder con una amplia descentralización de los modos de gestión. Ahora se enfrentan a cambios digitales que afectan el modelo de negocio y tienen necesidad de tener que situarse como una empresa trasnacional a nivel de todo el mundo.

Cambios políticos
- Proceso de liberalización: comienza a partir de la década de los ochenta, y proviene de la ideología liberal. Desde las décadas de los setenta y ochenta, las televisiones y el audiovisual formaban parte del sector público (telefonía, televisión...). Se consideraban valores estratégicos para el Estado, formando parte del servicio público que éste prestaba a los ciudadanos. Pero es partir de los ochenta, coincidiendo con los mandatos de Margaret Thatcher (primera ministra del Reino Unido) y Ronald Reagan (presidente de Estados Unidos), cuando comenzó un proceso de liberalización; es decir, de abrir y aumentar la competencia. Se consideró que este proceso mejoraba el servicio, ya que ofrecía una oferta pública a la que se sumaba la iniciativa privada. Frente a los monopolios estatales de los mercados de antes, aparecen muchas opciones donde elegir, algunas nuevas. Sin embargo, el concepto liberalización no implica una privatización del servicio, ya que no se pone en manos privadas un bien público, sino que se conceden licencias para crear competencia.

- Nuevas legislaciones: la actual regulación institucional se ha visto modificada por las diferentes coyunturas políticas (así, en España, la Constitución de 1978 estableció la creación del marco de las Autonomías). A ello se une la creación de la Unión Europea, que ha permitido un cambio en el ordenamiento jurídico que ha hecho que se puedan privatizar las televisiones. Además, en el Tratado de Maastricht se estipula que cada estado miembro de la Unión Europea debe regular el servicio público por cuanto a la oferta audiovisual.

Cambios sociales
- Incorporación de la mujer al trabajo: este factor es el que ha provocado mayores cambios en la estructura de la sociedad. Ello ha provocado la crisis del modelo familiar tradicional (modelo de cambio), sustituyéndose así una familia extensa por otra familia nuclear.

- Factor de la inestabilidad: el mundo laboral ya no tiene seguridad. Se producen cambios en el trabajo. Existe inestabilidad también en otros aspectos, como el lugar de residencia.

Factores tecnológicos
- Destaca la aparición de las Nuevas Tecnologías de la Información y la Comunicación (NTIC): todas aquellas tecnologías provocadas por el fenómeno de la digitalización. Gracias a la tecnología digital, se puede comprimir la información de la forma más rápida o enviarla a cualquier parte del mundo.

### Leyes reguladoras del Sistema de Comunicación
- The Royal Charter (BBC, 1927): Marca el panorama de la vida audiovisual y es una referencia a nivel mundial.En 1922 era una agrupación de empresas, pero el gobierno pide un monopolio con una corporación pública de los medios de comunicación, por lo que se transforman en un conglomerado estatal con base constitucional, la “royal chárter” basada en la comunicación de masas. Su lema era “Educar, Informar, Entretener”. John Rith fue el primer director que organizó el conglomerado público basado en el monopolio. Se renueva cada 10 años. Tiene un debate a nivel parlamentario y ciudadano sobre su financiación, interés público… Su principal vía de ingresos es el impuesto mensual por el uso de aparatos tecnológicos de la BBC. El mercado no puede ofrecer una comunicación plural y equilibrada, por lo que el estado ha de regularlo y velar por esto mediante un canal que sea directo sobre la ciudadanía. Este modelo lo sigue gran parte de Europa, Canadá y Austrustralia.
- The Communication Act (EEUU, 1934): Se fundamenta en el nacimiento de una comisión, la Federal Communication Comission; organismo de regulación administrativa dependiente de los medios de comunicación. Asienta las bases del libre mercado en las telecomunicaciones. Se encarga también de la regulación de la radiodifusión privada que se fundamenta en la apertura. Anteriormente Radio Act (1927) que surge en torno al debate del modelo a optar por un enorme desarrollo de cadenas de radios que desbancaban a las radios independientes por los lobbies privados para que el actual presidente no anunciara sus ideas de publicitar. Impidió que Roosvelt implantara un modelo mixto. No se gestionan los contenidos pero sí el espectro de las corporaciones en el libre mercado.
- The Telecommuncation Act ( EEUU, 1996): Reduce las competencias de la FCC, que abre el mercado eliminando los límites legales con respecto al número de emisoras por parte de un mismo grupo. Este modelo de concentración da paso a la actualidad, que favorece la desregularización y la apertura de los mercados.
- La loi relative à la liberté de communication (Loi Léotard, 1986): Hasta entonces en Francia había un monopolio público de radiodifusión. A raíz de esta ley se crea la Comisión Nacional de la Comunicación y se establecen unas libertades que plantean por lo tanto, la desregularización del modelo de TV y radio pública y habla de principios de independencia y libertad con un gran peso de la privatización. En 1989 se crea también El Consejo Superior del Audiovisual, encargado de supervisar el trabajo interno de los operadores, fomentar el pluralismo político, cuotas de las producciones audiovisuales francesas y europeas, licencias y compradores de directores…

#### Directivas Europeas
- Convenio Europeo sobre Televisión Transfronteriza: "Directiva 89/552 Televisión sin Fronteras": Garantiza la libre circulación de las emisiones televisivas en el mercado interno. Sólo hay limitaciones en cuestiones genéricas: publicidad, patrocinios, protección de menores, etc. 10% de cuota. Rebautizada en 2007: “Directiva 2007/65/EC de Medios Audiovisuales”. Busca armonizar todas las normativas nacionales, incluye otros medios (VoD, en línea) y la flexibilización de las limitaciones sobre publicidad.
- La Ley General de C. A. (2010) prevenía la creación del Consejo Estatal de Medios Audiovisuales (CEMA): Para que, siguiendo siempre la ley, supervise y regule los medios. Tenga capacidad de sancionar y garantiza; el libre ejercicio de la comunicación, la transparencia y el pluralismo y la independencia y la imparcialidad. No se creó porque no había suficiente presupuesto (7millones).
- Gran Bretaña: OFCOM (2002) y The Act of Communications (2003): Nacen como consecuencia de la liberación de los mercados de los medios de comunicación y la absolución de los monopolios, para regular los mercados en un momento donde empieza a existir una extrema competencia entre las empresas. Modelos de consejos estatales para la regulación de contenidos y redes de comunicación electrónica y pautas relacionadas con la buena regulación de los medios. Sus funciones son defender los valores de los ciudadanos en la regulación de la comunicación (ética) y defender los intereses de los consumidores en relación con los mercados (fomentar un mercado donde las empresas puedan vivir en un contexto oferta-demanda).

##### Leyes españolas
- Ley 46/1983 del Tercer Canal de Televisión: Las comunicaciones deberían solicitar al gobierno la regulación de un tercer canal que utilizaría la misma estructura y se gestionaría a través del anonimato con financiación pública y desconexiones territoriales en las distintas autonomías.
- Ley 10/1988 de Televisión Privada: Surge para gestionar la aparición de canales privadas. Incluye también ciertas regulaciones de contenido (por ejemplo en relación con la publicidad) Como ya vimos, resulta en la concesión de tres licencias a Antena 3 Televisión, Telecinco y Canal +, y fue modificada en 2005, permitiendo la aparición de Cuatro y LaSexta.
- Ley Miró (1983): Creación del ICAA.  Subvenciones de hasta un 50% para la financiación de producciones. Nuevas cuotas de distribución y pantalla. Es el único intento de defender un cine español de calidad que ha existido en la normativa española a nivel histórico (las leyes sucesivas han desregulado, desmantelado las ayudas y eliminado el proteccionismo).
- Ley 55/2007, la Ley de Cine: En su mayoría vigente todavía hoy (y ampliada en años sucesivos), busca ampliar la Ley de Cine de 2001, ya obsoleta. Busca fomentar el sector independiente, resolver ciertos desequilibrios en el sistema de ayudas y adaptarse a las nuevas tecnologías. Las principales novedades respecto a la ley anterior son definir y diferenciar los sectores independientes - Incentivos fiscales (financiación externa al sector),  Inclusión de las nuevas tecnologías como medios de distribución y exhibición, Limitación a la financiación por parte de TV, Apoyo a las lenguas cooficiales, flexibilización de la cuota de pantalla y se establece el proceso de digitalización en salas y archivos.
- Ley General del Audiovisual (2010): Incluía la creación nunca llevada a cabo del CEMA (algunas CCAA tienen entidades reguladoras de este tipo). Abarca todos los servicios a nivel estatal (sea cual sea el medio y modelo de negocio). Establece cuotas para producción independiente y contenido europeo, protección al menor (ej. clasificación de los contenidos), nueva regulación publicitaria, las licencias pasan a ser de 15 años y limitaciones a la posesión de varios canales (27%).

## Conceptos básicos...

### Estructura social
Conjunto de una sociedad o de un grupo en orden a su estabilidad o permanencia en el tiempo. Es el conjunto de leyes, organismos y fuerzas sociales, políticas y económicas que caracterizan una sociedad y que mantienen el orden establecido. Son elementos cambiantes.

### Servicio público
Características del servicio público:
1. 1 No debe convertir la comunicación, la información, en mercancía.
2. 2 Ha de tener una oferta generalista, destinada a todos los segmentos de la población.
3. 3 Debe ligarse la educación con las NTIC y con el espacio público de la comunicación.Esperamos que le haya servido esta información :3.